# Leucadendron nervosum
Leucadendron nervosum är en tvåhjärtbladig växtart som beskrevs av Phillips & Hutchinson. Leucadendron nervosum ingår i släktet Leucadendron och familjen Proteaceae. Inga underarter finns listade i Catalogue of Life.